# Derschawin-Gletscher
Derschawin-Gletscher (russisch Ледник Державина Lednik Derschawina) ist ein Gletscher im ostantarktischen Coatsland. Im westlichen Teil der Shackleton Range liegt er südöstlich der Lister Heights.
Russische Wissenschaftler benannten ihn. Namensgeber ist der russische Dichter Gawriil Romanowitsch Derschawin (1743–1816).